# Pasta con i peperoni cruschi
La pasta con i peperoni cruschi (« pâtes aux poivrons croquants ») est un plat typique de la cuisine de Basilicate, région du sud de l'Italie.

## Caractéristiques
C'est un plat de la cuisine paysanne de Basilicate, préparé avec des ingrédients « pauvres ». L'élément principal est le poivron croquant (peperone crusco), un poivron séché à la saveur délicate qu'on blanchit dans de l'huile bouillante pour obtenir une consistance croquante, auquel on ajoute de la mie de pain rassis frite. Pour les pâtes, on utilise surtout des strascinati, des ferretti (aussi connus comme fusilli ou frizzuli) et des cavatelli, trois sortes de pâtes légèrement creuses typiques de la région. Les pâtes aux poivrons croquants sont traditionnellement considérées comme un plat de restes, qui permet d'éviter de gaspiller du vieux pain.

## Préparation
La préparation est assez simple, même si elle nécessite une certaine habileté. Les poivrons doivent être nettoyés avec un torchon sec, séparés de leur queue et vidés de leurs graines. Ils sont ensuite blanchis dans de l'huile chaude mais pas bouillante, relevée par une gousse d'ail qu'on enlève avant la cuisson. Les poivrons cuisent en quelques secondes. Une fois trempés dans l'huile, les poivrons gonflent. Il faut alors les remuer rapidement deux fois, puis les retirer tout de suite de l'huile pour éviter qu'ils ne brûlent et donnent une saveur désagréable. Après avoir mis les poivrons de côté pour qu'ils refroidissent (ils obtiennent ainsi leur croquant typique) puis les avoir coupés en morceaux, on fait dorer dans l'huile utilisée précédemment la mie de pain émiettée. Une fois les pâtes cuites, on mélange les ingrédients et on ajoute, au choix, des copeaux de cacioricotta ou de pecorino.